# 陇县站
陇县站是位于中华人民共和国陕西省宝鸡市陇县城关镇的一个铁路车站，建于1995年，有宝中铁路经过该站，现办理客货运业务，车站及其上下行区间均已电气化。车站距离宝鸡站100公里，隶属中国铁路西安局集团，是四等站。